# Lorenzo Pucci
Lorenzo Pucci (Florença, 18 de agosto de 1458 - Roma, 16 de setembro de 1531) foi um cardeal italiano do século XVI.

## Primeiros anos
Nasceu de uma nobre e antiga família florentina. Filho de Antonio Pucci e Piera Manetti. Irmão do Cardeal Roberto Pucci (1542) e tio do Cardeal Antonio Pucci (1531).
Obteve o doutorado in utroque iure, tanto em direito canônico quanto em direito civil; tinha um profundo conhecimento do direito canônico e da teologia. Professor de direito na Universidade de Pisa. Cânon do capítulo da catedral metropolitana de Florença. Abreviador de cartas apostólicas. Clérigo da Câmara Apostólica.

## Episcopado
Eleito bispo coadjutor de Pistoia, com direito de sucessão, em 15 de fevereiro de 1509; sucedeu em 17 de setembro de 1518; renunciou em favor de seu sobrinho Antonio, em 5 de novembro de 1518. Datário do Papa Júlio II e Leão X, de 1511 a setembro de 1513. O Papa Júlio II enviou-o a Florença para obter assistência contra a França; ele fez um discurso eloquente perante o senado florentino. Administrador da Sé de Melfi, 12 de agosto de 1513; renunciou em favor de seu sobrinho Giovanni, em 16 de março de 1528. Participou do V Concílio de Latrão em 1512; em sua décima primeira sessão, ele leu o cronograma. Secretário do Papa Leão X, 1513.

## Cardinalato
Criado cardeal-presbítero no consistório de 23 de setembro de 1513; recebeu o chapéu vermelho e o título de Ss. Quattro Coronati em 29 de setembro. Administrador da Sé de Vannes, 21 de novembro de 1513 até 1514. Consagrado em 13 de dezembro de 1513, na Sala da Signatura, no Vaticano, pelo Papa Leão X, assistido por dois cardeais bispos. Protetor da Polônia, 1514. Administrador da Sé de Amalfi, 1516 a 1519. Camerlengo do Sagrado Colégio dos Cardeais, 8 de janeiro de 1518 a 10 de janeiro de 1519. Administrador da Sé de Montefiascone, 23 de março de 1519; renunciou ao cargo em 13 de abril de 1519. Penitenciário maior, em 28 de setembro de 1520; substituído em 1º de outubro de 1529 por seu sobrinho, o futuro cardeal Antonio Pucci.
Pucci participou do conclave de 1521-1522, que elegeu o Papa Adriano VI. Administrador da Sé de Capaccio, de 10 de setembro de 1522 a 12 de junho de 1523. Foi acusado de apropriação indébita e peculato; foi censurado por ter dado oportunidade a Martinho Lutero de prosseguir contra a avareza da corte de Roma, e em particular contra as indulgências, das quais fazia um comércio escandaloso. Esta conduta tornou o cardeal odioso e ele teve que prestar contas de sua administração durante o pontificado do Papa Adriano VI. O Cardeal Giulio de' Medici desviou este golpe com o seu crédito e quando ascendeu ao papado sob o nome de Clemente VIl, restaurou o Cardeal Pucci à sua antiga posição. Participou do conclave de 1523, que elegeu o Papa Clemente VII. Promovido a ordem dos bispos e a sé suburbana de Albano, em 15 de junho de 1524. Passou para a sé suburbicária de Palestrina em 24 de julho de 1524. Foi grande mecenato de Raffaello Sanzio e Michelangelo Buonarroti.
O Cardeal Lorenzo Pucci morreu em Roma em 16 de setembro de 1531. Enterrado na basílica patriarcal do Vaticano; posteriormente transferido para a igreja de S. Maria sopra Minerva e sepultado no seu coro junto ao mausoléu do Papa Leão X. A sua família ergueu um cenotáfio na capela de S. Sebastiano da igreja de Sanctissimæ Anuntiatæ em Florença